# Holocentropus discedens
Holocentropus discedens is een fossiele soort schietmot uit de familie Polycentropodidae.